# Somos la gente (álbum de Amén)
Somos la gente es el cuarto álbum de estudio de la banda de rock peruano Amen, lanzado como disco doble en mayo de 2015. De este álbum se desprende como primer sencillo el tema "El día".

## Lista de canciones
Disco 1 (Somos Uno) 

1. ¿Dónde esta la inteligencia?

2. Años de desorden 

3. El día 

4. Yo soy de ti 

5. Caras maquilladas 

6. Dilo por mi 

7. Blues ciego 

8. Somos la gente 

9. Piensa en Jah 

10. Salva mi mente 

11. Cambia esa cara 

Disco 2 (Somos Dos) 

1. Ahora volaré 

2. Dime si puedes dormir 

3. Vuelas 

4. ¿Dónde tu estas? 

5. Marysol 

6. Viejas historias 

7. Un mensaje para ti (Ángel) 

8. Luz 

9. Los Payasos 

10. La música sin ropa 

11. Tal vez buscando 

12. Libre 

## Integrantes
- Marcello Motta - voz y guitarra
- Nathan Chara - bajo
- Henry Ueunten - teclados
- Manuel Chávez - batería